# Östra Slåttestjärnen
Östra Slåttestjärnen är en sjö i Lycksele kommun i Lappland och ingår i Umeälvens huvudavrinningsområde. Sjön har en area på 0,0927 kvadratkilometer och ligger 281,4 meter över havet. Sjön avvattnas av vattendraget Maltan.

## Delavrinningsområde
Östra Slåttestjärnen ingår i det delavrinningsområde (717875-165542) som SMHI kallar för Ovan 717714-165709. Medelhöjden är 285 meter över havet och ytan är 4,33 kvadratkilometer. Det finns inga avrinningsområden uppströms utan avrinningsområdet är högsta punkten. Maltan som avvattnar avrinningsområdet har biflödesordning 3, vilket innebär att vattnet flödar genom totalt 3 vattendrag innan det når havet efter 158 kilometer. Avrinningsområdet består mestadels av skog (90 procent). Avrinningsområdet har 0,09 kvadratkilometer vattenytor vilket ger det en sjöprocent på 2,1 procent.